# 松前城
松前城（まつまえじょう）は、西蝦夷地（渡島国津軽郡、のち福島郡の一部を編入で松前郡）福山（現・北海道松前町松城）にあった日本の城（平山城）。江戸時代、公式には福山城（ふくやまじょう）と記されたが、当時から備後福山城との混同を避けるため松前城とも呼ばれていた。

## 概略
江戸時代末期に海防強化のため松前藩が江戸幕府に命じられ、居城であった福山館を拡張する形で築城し、1855年（安政元年）に完成した。石田城と並び日本における最後期、かつ、北海道内で唯一つの日本式城郭である。
箱館戦争では、明治元年11月5日（1868年12月18日）に土方歳三が率いる旧幕府軍に攻め落とされたが、翌年、新政府軍が奪回した。明治維新後、天守などを除く城の大半が取り壊されたが、天守は国宝保存法に基づく国宝に指定された。しかし1949年（昭和24年）6月5日に類焼により焼失。そのため、創建当時から現存する建築物は切妻造の本丸御門と本丸表御殿玄関（北海道有形文化財）および旧寺町御門（現在の阿吽寺山門）のみである。今も残る曲輪・石垣などを含めた城跡が国の史跡に指定されている。
現在は松前城とその周辺の寺町や観光施設の松前藩屋敷を含む広いエリアが松前公園として整備されている。公園にはマツマエハヤザキやベニユタカなど松前町発祥の貴重な松前系品種を含む250種1万本の桜が植えられていて日本さくら名所100選に選定されており、2か月にわたり花見ができる全国屈指の桜の名所となっている。また老朽化した天守、天守土塀の木造復元計画もある。

## 歴史

### 福山館
前身の福山館は、松前慶広の代に、松前氏が居城としていた大館（徳山館）より福山へ移城した際、1600年（慶長5年）から1606年（慶長11年）にかけて建設された。福山館は堀や石垣があり、本丸のほか二ノ丸、北ノ丸、櫓が築かれていたが、松前氏が無城待遇だったことから、正式に城とは呼ばれなかった。

### 築城
江戸幕府は異国船到来の増加を受けた海防強化のため、松前藩主となったばかりの松前崇広に1849年（嘉永2年）7月10日、新たに築城を命じた。
築城の縄張りは、日本三大兵学者と呼ばれた長沼流の市川一学に依頼された。一学は高崎藩主松平輝聴の家臣であったが、松前藩は礼を尽くして協力を得ることとなった。一学は息子の市川十郎とともに松前に渡り、藩内を調査し、箱館の北にある庄司山から大川付近が最適地であるとして意見具申した。しかし藩側は、松前が交易の中心かつ父祖伝来の土地であること、なにより新規築城移転に要する多額の費用を捻出することは難しいため、現在の福山館を拡大し、海岸には砲台を設置すべきとした。市川十郎は箱館移転と福山館拡張の二案を幕府に提出し、幕府の採決により福山館拡張で決定した。
松前広当が総奉行に、配下として新井田備寿､蠣崎広明､下国定季らが任じられ、1850年（嘉永3年）7月以降に福山館の撤去と縄張りを開始。石材には城北東部から採れる緑色凝灰岩を中心に、重要部分には兵庫の本御影石などが用いられた。総工事費は約15万両と概算されるが、築城の最大の課題は費用捻出であり、これに苦心した藩は沖ノ口口銭の引き上げや家臣俸禄の一割献上、御用商人からの献金、町民からの献金や労働力提供が行われた。特に御用商人の中には櫓一基分もの巨費を献金した者もいた。1852年（嘉永5年）8月に築城総奉行の松前広当が死去したため、下国崇教が総奉行となった。
1855年（安政元年）9月末に工事は完成し、10月24日に幕府目付堀利煕による検分が行われ、松前福山城と呼ばれることとなった。同月末には町人や商人、領内各村のそれぞれ有力者や多額の献金者が集められ、完成の祝宴が行われた。
城は本丸から三の丸まで総面積21,074坪で、三重櫓、二重櫓、太鼓櫓が建てられた。城の強化のため、外郭石垣の輪郭を大きくし、さらに内側に二重の石垣を設置。建物の壁も、その外側に落とし板が付けられた。主御殿や一部の施設は、旧来の松前館のものをそのまま流用した。また、旧式城郭としては異例の砲台が三の丸に7つ置かれた。城のほかにも、1851年（嘉永四年）以降、松前広休を奉行として海岸に砲台が16砲台33門築造された。これにより、幕府の意図する海岸防備の体制が一応整った。
ただし沿岸砲台を含めて同城は、予算と立地の制約および当初からの築城目的もあり「海からやってくる敵を撃退する」ことに特化した構造となっている。これが後年の落城の原因と推測される。

### 戊辰戦争
明治元年（1868年）10月、蝦夷地に上陸し五稜郭を占領した旧幕府軍は土方歳三を指揮官に、彰義隊、陸軍隊、額兵隊、新撰組ら700名で松前攻略軍を編成し、10月27日に五稜郭を出発した。11月1日（1868年12月14日）には蟠竜丸が津軽藩の偽旗を掲げて松前湾に進入した上で松前城を砲撃したが、藩は松前城と各砲台から反撃し、蟠龍は沖に逃れた。
一方、陸路の旧幕府軍が11月5日（1868年12月18日）に防衛線を突破し松前城を攻撃した。藩主の松前徳広は10月28日に館城へ移っており、松前城の守備は城代家老の蠣崎広備と軍事方の三上超順を中心に、南門（搦手門、大手門、天神坂門）に45名、北門（寺町御門）に50名の兵だけであった。旧幕府軍は陸上のほか回天が城内に向け艦砲射撃を実施した。彰義隊の搦手門への攻撃に対して、松前藩兵は門を開いて大砲を発射しては門を閉めることを繰り返す作戦をとった。これに対し旧幕府軍は門が開くのを待って突撃し、城内で白兵戦となった。北門側では旧幕府軍が堀・塀を乗り越え北の丸への侵入に成功し、本丸で激しい戦闘が行われた。彼我の兵力差は大きく、城は落城した。松前藩兵は午後1時頃に城に火をかけて退却したが、この際に民家にも放火したため街の4分の3が焼失した。
松前を占領した旧幕府軍は人見勝太郎を松前奉行に任命し守備するとともに、町民も動員して地雷の敷設や台場の新設など防備を強化した。
翌明治2年4月9日、青森に逃れていた松前藩兵を先鋒とした新政府軍は蝦夷地奪還を企図し、乙部に上陸した。松前藩の領民はこれに協力し、新政府軍は江差から海岸線を松前に向け進撃した。4月17日に旧幕府軍と松前西方の江良・立石野で戦闘。激戦となるが甲鉄ほかの艦砲射撃により旧幕府軍は一旦敗退する。この間に松前藩兵が山中を抜け松前城下に進入し、城を奪回した。
現在も石垣に箱館戦争の弾痕がいくつも残っている。

### 明治維新後
1872年（明治4年）、家臣俸禄維持のため、城内建物の銅瓦をはぎ取って売却し、一戸当たり7両を給付した。1874年（明治6年）には、道南で漁業税改正反対の漁民一揆が発生したことを受け、旧藩士による反乱を予防するため松前城を解体することとし、開拓使札幌本庁舎の屋根に転用するため、天守閣の銅板をはぎ取った。
開拓使は本丸御殿の建物を福山出張所としようとしたが、老朽化が酷いため断念した。1874年（明治7年）、開拓使は天守、本丸表御殿、本丸御門以外の建物の解体を開始。古材は役所建築の材料としたり、民間に売却された。同年5月には松前城の取り壊しに着手し、石垣を撤去、堀を埋めて更地とした。
そして街の再生を図って、1875年（明治8年）、豪商・栖原小右衛門らの寄付金と国庫からの借入金により、松前城の石垣を再利用して松前波止場と呼ばれている岸壁を整備した。なお松前波止場は、1892年（明治25年）にセメントを用いた大規模改修が行われ、第二次世界大戦後、現在の松前港が整備され役割を終えるまで船着き場として利用された。松前城の石垣を再利用した築造であり近代土木技術の遺構として高く評価され、2014年度（平成26年度）には土木学会によって「土木学会選奨土木遺産」に認定された。

### 旧国宝指定・天守焼失
その後、松前城は政府や道庁に保存の補助を働きかけたが実現せず、天守を改装して公会堂に利用していたが、昭和初期には修理続きで無用の長物扱いもされる状態であった。しかし、1935年（昭和10年）6月7日、城跡が国の史跡に指定され、1941年（昭和16年）5月8日には、天守、本丸御門、本丸御門東塀が国宝保存法に基づく国宝（現行法の「重要文化財」に相当）に指定された。
太平洋戦争末期の1944年（昭和19年）6月には、軍の命令により、天守が敵の目標となるのを防ぐため、藁縄を編んだものを天守に被せて遮蔽した。戦後、この網を除去したが、白壁が崩れて建物は骨ばかりとなり、鯱も落下している状況となった。1946年（昭和21年）に国が調査を行い、1948年（昭和23年）度に国と道で修理工事を行うことになったが、道が資金を捻出できず1949年（昭和24年）度に修理を行うこととなった。この解体修理を始めようとした矢先、火事に襲われる。1949年6月5日午前1時10分頃、国の史跡・松前奉行所跡であった松前町役場の当直室から出火したものが飛び火して、午前4時には天守と本丸御門東塀を全焼。町民の多くは手を合わせ、涙ながらに落城を見送った。
焼失を免れた本丸御門は修理工事をなされ、1950年（昭和25年）の文化財保護法施行により重要文化財に指定された。

### 天守復元
1957年（昭和32年）、松本隆・元町長の提唱により「松前城再建期成会」（総裁・町村金五北海道知事）を結成し、募金活動を行った。5,792万円の寄付金に町費を加えた7,000万円の工事費で復元工事を実施。なお、この復元工事に際し、国の史跡指定範囲内の現状変更申請は行われていなかった。
1959年（昭和34年）7月から天守焼け跡の敷地の整理が行われて同年8月から本格的に再建工事開始。翌1960年（昭和35年）9月に外観工事が完成。その後、第2期工事などが行われて1961年（昭和36年）5月16日に落成した。基本構造は鉄筋コンクリート構造によって、外観は焼失前の姿をできる限り忠実に再現。内部は松前城資料館として利用されることとなった。この復元工事の完成に伴う式典には松前家子孫も来町し、松前の旧城下町で大名行列が行われた。
1970年（昭和45年）の時点で松前町は史跡内民有地の建物建築を規制しておらず、同年、石垣崩落の修理を行うため文化庁が調査を行った際、現状変更申請の無いままに違法建築物が文化財指定時から約30棟増えていることが問題となる。これを受けて町は「史跡福山城保存管理計画」を策定し、1976年（昭和51年）度から、建造物の撤去、城跡遺構の調査・修復を開始した。

### 平成年間
1991年（平成3年）、「松前藩史」にある、売却して士の窮乏を救ったとされていた銅瓦の破片と推測される金属片が福山城跡の東角付近から出土し、その記述の裏付けになると注目された。
1992年（平成4年）の発掘では外堀の発掘が行われ、三の丸の下部に約180年前の石垣がそのまま残っていることが確認された。
1994年（平成6年）の発掘では松前城搦手御門跡の発掘が行われて約120年前の石垣の根石が確認され、本丸をしのぐ幅27メートルの大規模のものであったと考えられるようになった。
1995年（平成7年）の発掘では福山城太鼓櫓跡の発掘が行われると共に、福山城の5番台場と6番台場の位置や規模を確認する発掘調査が行われた。
1996年（平成8年）の発掘では番所跡の発掘が行われ、その位置や規模を確認が行われた。
2000年（平成12年）に外堀に架かる木橋と石橋のほか、搦手口には高麗門形式の「搦手二ノ門」が木造復元によって再建。2002年（平成14年）には、「天神坂門」が復元された。
2001年（平成13年）、北海道遺産（「福山城と寺町」）に選定。
2005年（平成17年）に松前町神明の山中で松前城石切り場跡が発見され、2007年（平成19年）に15カ所の作業跡や「矢穴」が確認された。
2006年（平成18年）4月6日、日本100名城（3番）に選定され、2007年（平成19年）6月から全国規模の日本100名城スタンプラリーが開始された。

### 木造天守の復元
老朽化が著しくなった為、町は「復興天守の整備活用」について、2010年（平成22年）から検討を開始し、同年からは天守の本格的な復元を検討することになり、同年5月に松前城整備審議会が発足して論議を本格化させた。2011年（平成23年）に町は、復興天守の「耐震調査」と、天守に関わる「史資料調査」を実施した。耐震診断で鉄筋コンクリート造の復興天守が「国の耐震基準を下回っていて震度6で倒壊の恐れがある」とされたため、補強か復元かの判断を迫られることになった。天守の史資料調査では、大岡実が松前城に関する資料の調査を行い、1941年の国宝指定時に、文部省が作成した松前城天守の1/30の実測図や、大岡自身により焼失前の天守の柱間や焼失後の土台の実測図、再建工事図面・工事中の詳細写真・工事報告書などの資料が発見された。そして2018年（平成30年）に、2035年完成をめざした木造による復元計画が立ち上げられた。

## 文化財

### 本丸御門
1941年（昭和16年）、国宝保存法に基づく国宝（旧国宝）に指定（1950年（昭和25年）の文化財保護法施行後は国の重要文化財となる）。

### 本丸表御殿玄関
本丸御門、天守とともに残存していた旧表御殿は、1875年開校の松城小学校校舎として利用されたが、1900年の新校舎建設に伴って取り壊された。しかし、玄関のみは新校舎に取り付けられて引き続き利用されることとなった。1982年、校舎新築に伴って玄関部分は曳家して城内に保存されることとなった。
1983年（昭和38年）7月26日、北海道の有形文化財に指定。

### 非現存の文化財（旧国宝）

#### 本丸御門東塀
本丸御門の東側に続く土塀で、長さは59尺、狭間5箇所、屋根は銅板葺であった。
1941年（昭和16年）、国宝保存法の国宝に指定された。
1949年（昭和24年）6月5日の役場火災の類焼によって焼失し、指定解除となった。

#### 天守
天守は本丸南東隅に上げられ、三重三階の層塔型で、築城当時は「三重御櫓」と称されていた。約10間四方の櫓台を築き、その上に犬走のように余地を残して建てられていた。各階の大きさは以下の寸法概要のとおりであるが、各階の高さについては判明しない。
1941年（昭和16年）、国宝保存法の国宝に指定。
1949年（昭和24年）6月5日の役場火災の類焼によって焼失し、指定解除となった。

##### 外観
最上重屋根の入母屋破風以外には破風はなく、各階外壁には2条の長押形を施し、軒裏は白木造りで、屋根は銅板葺であった。

##### 内部
1・2階は中央に身舎、外側に入側をまわし、3階は間仕切りのない構造。外に面する壁の内側には、防弾のため厚さ約60ミリメートルの欅板を張ってあった。
| 階層 （内部階）       | 梁間 （南北）        | 桁行 （東西）        |                        |
| 3階                   | 21尺                 | 27尺                 |                        |
| 2階                   | 30尺                 | 36尺                 |                        |
| 1階                   | 39尺                 | 45尺                 |                        |
| 総高 （櫓台上から棟） | 5丈4尺6寸            | 5丈4尺6寸            |                        |
| 出典                  | 『復原『名城天守』』 | 『復原『名城天守』』 | 1935年当時の松前城天守 |

## その他遺構
- 石垣、土塁、堀

### 復元・近隣建造物など
- 「史跡 松前氏城館 福山城跡二ノ丸・三ノ丸南東部案内図」 - 往時の縄張り図・古地図・写真と解説。
- 「史跡 松前藩主 松前家墓所」 - 歴代藩主の墓所。
- 松前神社 - 松前城の敷地内に建てられ武田信広も祀られる。
- 松前藩沖之口奉行所 - 松前藩屋敷内に再現。
- 松前福山波止場跡 - 道の駅「北前船松前」に木杭跡が残る。
- 「最北の城下町・松前 松前屏風」 - 同上。江戸中期の松前城下全域を描く[74]。

## 城下町の整備
1992年（平成4年）9月に松前町松城のバス待合所が商家の土蔵風に改装されるなど北海道道松前港線の拡幅工事に伴う旧城下町地区の再整備事業においては、町屋造りで商店街の建物の外観を統一し、「最北の城下町」や「小京都」と呼ばれた町並みの再興を目指した。
北海道道松前港線は2006年（平成18年）の「沖口広場」の完成と共に「城下通り」と命名された。

## 行事

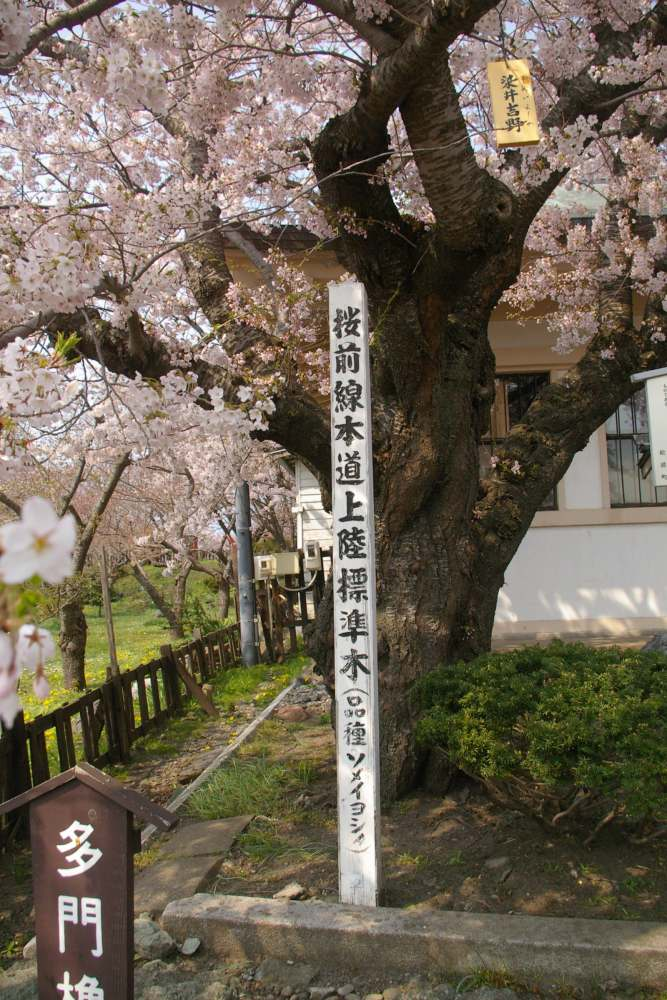
松前町が独自に定める桜前線本道上陸標準木

松前城址を中心とする約15万m2の松前公園には約250種・8000本の桜が植えられており、毎年春の「松前さくらまつり」には20万人以上の花見客が来訪している。松前町が独自に定める桜前線本道上陸標準木が松前城資料館管理棟前にある。
1984年（昭和59年）からは8月に「松前城下時代まつり」が開催されている。

## 立地・交通
所在地
北海道松前郡松前町字松城144
アクセス
北海道新幹線、道南いさりび鉄道線・木古内駅から函館バス「松城」下車、徒歩約10分